# Relikwiarz z Mężem Boleści i aniołami
Relikwiarz z Mężem Boleści i aniołami – gotycki relikwiarz wykonany przez czeski warsztat złotniczy w latach 1347-49. Zlecenie tego dzieła złotnictwa jest kojarzone z Janem Volkiem, biskupem Ołomuńca (Morawy), który sprawował tę funkcję w latach 1334–51 oraz królem Czech i margrabią Moraw a od 1356 roku cesarzem rzymskim Karolem IV Luksemburgiem. Pierwotnie relikwiarz znajdował się w katedrze Świętego Wita na Hradczany w Pradze. W 1903 roku relikwiarz nabył znany amerykański kolekcjoner dzieł sztuki Henry Walters, zaś w 1931 roku został przekazany do Walters Art Museum w Baltimore, gdzie znajduje się do dziś. 
Relikwiarz ten przedstawia Jezusa jako Vir Dolorum którego adorują dwa anioły dzierżące w swych rękach arma Christi. Pomiędzy nimi przed wizerunkiem Chrystusa klęczy trzeci anioł podtrzymujący ozdobną kryształową oprawę mieszczącą wewnątrz relikwię ciernia z korony, którą miał na głowie Jezus w drodze na męczeńską śmierć. Cenny przykład czeskiej plastyki gotyckiej w z okresu karolińskiego.

## Wygląd
Praski relikwiarz tworzy grupa figur i przedmiotów, wykonanych z pozłacanego srebra. Umieszczone są na niskim prostokątnym cokoliku o wymiarach 21,3 x 12,7 cm. Na cokole łacińska inskrypcja pisana gotycką majuskułą HANC MONSTANCIAM CUM SPINA CHORONE DOMINI DNS IHOANNIS OLOMUCZENSIS EPISCOPUS PREPARI FECIT (Jan, biskup Ołomuńca, polecił wykonanie tej monstrancji z ciernią z korony Chrystusowej). W narożąch tarcze herbowe z godłami Świętego Cesarstwa Rzymskiego, Królestwa Czech, Moraw i osobisty herb Jana Volka. Najwyższa z figur Vir Dolorum ma wysokość 29,5 cm. Postać ta, podobnie jak pozostałe elementy relikwiarza są trójwymiarowe. Wizerunek Chrystusa został ukazany tu w sposób bardzo realistyczny i zgodnie z typem ikonograficznym Męża Boleści - jest obnażony, stoi ze złożonymi rękoma. Jego wychudzone ciało jest jednak pozbawione symptomów męki, jedynie w sposób symboliczny zaznaczono rany na rękach i stopach. Na głowie ma koronę cierniową ozdobioną kaboszonem z rubinem. Biodra ma okryte masywnym perizonium. Pasyjny charakter relikwiarza podkreśla mnogość arma Christi, z których dwa, krzyż i kolumna biczowania są szczególnie wyeksponowane - flankują postać Chrystusa. Umieszczone na nich otwory poświadczają, iż wewnątrz nich niegdyś mieściły się kolejne relikwie związane z Pasją - partykuła Drzewa Krzyża i kolumny biczowania. Na szczycie kolumny stoi piejący kogut - aluzja do świętego Piotra, który zaparł się Chrystusa. Na pierwszym planie klęczą trzy anioły trzymające kolejne narzędzia Męki Pańskiej, bicze, młot, gwoździe. Stojące po bokach anioły zwracają się w geście adoracji do Chrystusa, trzeci stojący pośrodku jest przodem do widza (modlącego) i trzyma ozdobną, gotycką aediculę mieszczącą wewnątrz relikwię Ciernia. Obok na płycie cokołu leżą trzy kostki, które są odniesieniem do tuniki Chrystusa, którą dzięki rzuconym losom miał otrzymać jeden z oprawców Jezusa.

## Analiza
Ze względu na formę, relikwiarz ten jest postrzegany w kategoriach rzeźby, podobnie jak wiele innych relikwiarzy w formie figuralnej. Ze względu na układ postaci, kompozycję, dzieło to reprezentuje typ relikwiarza scenicznego. Rozmieszczenie poszczególnych postaci w kilku planach oraz nastrój powagi i majestatu  budują tu swego rodzaju teatralną inscenizację. Dzieło to cechuje pewna narracyjność, tematem całej kompozycji jest ceremonia adoracji Chrystusa jako Vir Dolorum. 
|  |  |
|  |  |

Koronę cierniową nabył w Konstantynopolu od cesarza Baldwina król Francji Ludwik IX Święty. Translacja tej relikwii do Paryża uczyniła to miejsce bardzo ważnym ośrodkiem pielgrzymkowym. Monarcha polecił wznieść w obrębie paryskiego zamku Sainte-Chapelle, gdzie zostały umieszczone relikwie Chrystusowe oraz świętych patronów Francji. Ze względu na prestiż relikwii oraz rosnący kult relikwii, szczególnym zaszczytem było nabycie w Paryżu kolca z korony cierniowej. Kilka z nich otrzymali władcy Czech. Król czeski Przemysł Ottokar II otrzymał kilka cierni bezpośrednio od Ludwika IX, relikwia ta dała assumpt do założenia w południowych Czechach klasztoru Cystersów, który otrzymał wraz z sąsiadującą z nim osadą nazwę Zlatá Koruna. Kolejny cierń został włożony przez Przemyślida do Korony Świętego Wacława. Biskup Jan Volek najprawdopodobniej otrzymał relikwię ciernia z rąk Elżbiety Przemyślidki, matki Karola IV. Karol IV Luksemburski był osobą szczególnie praktykującą kult relikwii. Podczas licznych podróży o charakterze politycznym i pielgrzymek nabywał rozmaite relikwie świętych, których lwią część umieścił m.in. w praskiej katedrze i w zamku Karlštejn koło stolicy Czech. Ten sam monarcha nabył również relikwie najwyższej rangi, m.in. dwa kolce z korony cierniowej (z rąk Karola V Mądrego). W średniowieczu pojęcia monstrancja (słowo to figuruje na inskrypcji) i relikwiarz były synonimami.